# أبو الأحوص الجشمي
أبو الأحوص عوف بن مالك بن نضلة الجشمي راوي أحاديث روى عن بعض الصحابة، وجده ووالده، وكان والده مالك بن نضلة الجشمي من الصحابة.

## نسبه
هو عوف بن مالك بن نضلة بن خديج وقيل جندع، بن حبيب بن حديد بن غنم بن كعب بن عصيمة بن جشم بن معاوية  بن بكر بن هوازن. وهو الاصح مثل ما ذكر ابن الأثير.
العُصْمِيُّ الْجُشَمِيُّ الكُوفيُّ وقيل في نسبه جشم بن سعد  بن بكر، وقيل في نسب والده مالك بن عوف بن نضلة.

## نشأته
نزل والده الكوفة في خلافة عمر مع أوائل من نزلها، وتفقّه على عبد الله بن مسعود وأبي موسى الأشعري، وأبي مسعود البدري، وغيرهم. وقاتل الخوارج مع عليّ بن أبي طالب، وروى أحداث وقعة النهروان.

## روايته للحديث
روى عن عبد الله وحذيفة وأبي مسعود الأنصاري وأبي موسى الأشعري وعن أبيه وكانت له صحبة. وعن زيد بن صوحان. قَالَ: أَخْبَرَنَا سُلَيْمَانُ أَبُو دَاوُدَ الطَّيَالِسِيُّ قَالَ: أَخْبَرَنَا شُعْبَةُ عَنْ عَلِيِّ بْنِ الأَقْمَرِ قَالَ: سَمِعْتُ أَبَا الأَحْوَصِ يَقُولُ: كُنَّا ثَلاثَةَ إِخْوَةٍ. أَمَّا أَحَدُهُمْ فَقَتَلَتْهُ الْحَرُورِيَّةُ. وَأَمَّا الثَّانِي فَقُتِلَ يَوْمَ كَذَا وَكَذَا. وَالثَّالِثُ. يَعْنِي نَفْسِهِ. لا يدري ما يصنع الله به.
قال: وَقَالَ أَبُو دَاوُدَ عَنْ شُعْبَةَ: قُلْتُ لأَبِي إِسْحَاقَ كَيْفَ كَانَ أَبُو الأَحْوَصِ يُحَدِّثُ؟ قَالَ: كَانَ يَسْكُبُهَا عَلَيْنَا فِي الْمَسْجِدِ. يَقُولُ: قَالَ عبد الله قال عبد الله.
قَالَ: أَخْبَرَنَا عَفَّانُ قَالَ: حَدَّثَنَا حَمَّادُ بْنُ زَيْدٍ قَالَ: قَالَ عَاصِمٌ: كُنَّا نَأْتِي أَبَا عَبْدِ الرَّحْمَنِ السُّلَمِيَّ وَنَحْنُ غِلْمَةٌ أَيْفَاعٌ. قَالَ فَكَانَ يَقُولُ لَنَا: لا تُجَالِسُوا الْقُصَّاصَ غَيْرَ أَبِي الأَحْوَصِ. وَإِيَّاكُمْ وَشَقِيقًا وَسَعْدَ بْنَ عُبَيْدَةَ.
قَالَ حَمَّادٌ: لَيْسَ بِأَبِي وَائِلٍ. كَانَ هَذَا يَرَى رأي الخوارج.
قَالَ: أَخْبَرَنَا عَارِمُ بْنُ الْفَضْلِ قَالَ: حَدَّثَنَا حَمَّادُ بْنُ زَيْدٍ عَنْ عَاصِمٍ قَالَ: رَأَيْتُ عَلَى أَبِي الأَحْوَصِ كِسَاءَ خَزٍّ. وَكَانَ ثِقَةً لَهُ أَحَادِيثُ.

## وفاته
توفي ما بين 85 هـ إلى 90 هـ وقُتل على يد الخوارج بزمن الحجاج بن يوسف الثقفي.